# جائزة محمد بن راشد آل مكتوم
جائزة محمد بن راشد لدعم مشاريع الشباب هي جائزة تُقدمها حكومة دبي سنوياً ويُشرف عليها الشيخ محمد بن راشد آل مكتوم، تُعتبر الجائزة من أرفع الجوائز التي تُقدم عربياً حيث انطلقت عام 2003م ومنحت أول جائزة عام 2004م، ولازالت مستمرة ضمن خطة كبيرة أطلقتها حكومة دبي. لم تشمل الجائزة جميع الجوانب إلاّ بعد أن تم توسيعها في عام 2012 حيث اتسعت لتشمل عدّة ميادين منها جائزة الشيخ محمد بن راشد للإبداع الرياضي التي نالها 230 فائز بين محلي وعربي ودولي إضافة لجائزة لدعم مشاريع اللغة العربية.

## معايير تقييم الجائزة
تستند معايير تقييم الجائزة إلى عدة نقاط أهمها:
- مؤشر نمو الأداء والإبداع والابتكار.
- التميز المؤسسي.
- المسؤولية الاجتماعية للشركات.
- تقييم لجنة التحكيم.

## فئات الجائزة
أهم فئات الجائزة :
- أفضل شركة صغيرة ومتوسطة في قطاع التجارة.
- أفضل شركة صغيرة ومتوسطة في قطاع الصناعة.
- أفضل شركة صغيرة ومتوسطة في قطاع الخدمات.
- المشاريع المدارة من المنزل في إمارة دبي تحت رخص "انطلاق".
- أفضل شركة صغيرة ومتوسطة في مجال الابتكار.
- أفضل شركة صغيرة ومتوسطة في مجال المسؤولية المجتمعية.
- أفضل شركة صغيرة ومتوسطة مملوكة ومدارة من قبل رواد أعمال من أصحاب الهمم.
- أفضل رجل أعمال.
- أفضل سيدة أعمال.